# Dasyoptera
Dasyoptera is een geslacht van halfvleugeligen uit de familie Aphrophoridae. De wetenschappelijke naam van dit geslacht is voor het eerst geldig gepubliceerd in 1925 door Metcalf & Bruner.

## Soorten
Het geslacht Dasyoptera  is monotypisch en omvat slechts de volgende soort:
- Dasyoptera variegata Metcalf & Bruner, 1925